# Паск'є Кенель
Паск'є Кенель (фр. Pasquier Quesnel, Quesnell, латинізована форма імені Пасхазій; 14 липня 1634, Париж, Франція — 7 грудня 1719, Амстердам, Нідерланди) — католицький богослов, що просував янсеністський напрямок. Онук художника Франсуа Кенеля .

## Діяльність
1653 року закінчив із відзнакою Сорбонну. 1657 року вступив у конгрегацію ораторіанців. Дедалі більше схиляючись до янсенізму, Кенель ви́кликав незадоволення церковного керівництва книгою «Моральні міркування щодо Нового Завіту» (фр. Réflexions morales sur le Nouveau Testament; перша публікація — 1668 рік, остаточна, істотно розширена редакція — 1693) і коментованим виданням праць Льва Великого (Париж, 1675), так що 1681 року йому довелося втекти в Брюссель до Арно. Внаслідок дій єзуїтів був заарештованим (1703), але втік до Амстердама. Після смерті Арно Кенеля вважали лідером янсеністів, а його головна книга була найпопулярнішим викладом янсеністських поглядів. 1713 року папа Климент XI буллою Unigenitus засудив сто одне положення з книги Кенеля як єретичні; при цьому багато з них поза контекстом витлумачено в буллі помилково, а до числа засуджених потрапили і наведені ним цитати з блаженного Августина, що викликало протести німецьких і французьких єпископів і богословів, які не знайшли розуміння в Римі.